# Chuck Yeager's Air Combat
Chuck Yeager's Air Combat est un jeu vidéo de simulation de combat aérien conçu par Brent Iverson et publié par Electronic Arts en 1991 sur IBM PC et en 1993 sur Macintosh,. Le jeu fait suite à Chuck Yeager's Advanced Flight Trainer (1987) et Chuck Yeager's Advanced Flight Trainer 2.0 (1989). Le jeu simule des combats aériens pendant la Seconde Guerre mondiale, la guerre de Corée et la guerre du Viet Nam. Il permet au joueur de piloter six avions de chasse : le P-51 Mustang, le Fw 190, le F-86 Sabre, le MiG-15, le F-4 Phantom II et le MiG-21. Onze autres avions sont modélisés dans le jeu, sans que le joueur n’ai la possibilité de les piloter.

## Accueil
| Chuck Yeager's Air Combat |      |       |
| Média                     | Pays | Notes |
| Joystick                  | FR   | 93 %  |
| Tilt                      | FR   | 18/20 |